# Fausto Budicin
Fausto Budicin (Pola, 1º maggio 1981) è un allenatore di calcio ed ex calciatore croato, di ruolo difensore.

## Carriera

### Allenatore
Nell'agosto 2020 viene nominato allenatore dell'Istria 1961, carica che mantiene fino al febbraio 2021, quando dopo 4 vittorie e 4 pareggi in 18 partite (di cui una di coppa), viene sostituito da Danijel Jumić.
Il 20 giugno 2022 viene ufficializzato sulla panchina del Rijeka come vice di Dragan Tadić.
Il 16 agosto, in seguito all'esonero di Tadić, prende la guida dei Riječki bijeli. Fa il suo debutto alla guida del Rijeka il 21 agosto in occasione del derby di campionato tutto istriano pareggiato 1-1 in casa dell'Istria 1961. Il 2 settembre ottiene in casa della Dinamo Zagabria (3-1) la seconda sconfitta in tre partite alla guida del club e,  due giorni dopo, viene sostituito dalla panchina del Rijeka da Serse Cosmi.

## Statistiche

### Cronologia presenze e reti in nazionale
| Cronologia completa delle presenze e delle reti in nazionale ― Croazia under 21 | Cronologia completa delle presenze e delle reti in nazionale ― Croazia under 21 | Cronologia completa delle presenze e delle reti in nazionale ― Croazia under 21 | Cronologia completa delle presenze e delle reti in nazionale ― Croazia under 21 | Cronologia completa delle presenze e delle reti in nazionale ― Croazia under 21 | Cronologia completa delle presenze e delle reti in nazionale ― Croazia under 21 | Cronologia completa delle presenze e delle reti in nazionale ― Croazia under 21 | Cronologia completa delle presenze e delle reti in nazionale ― Croazia under 21 |
| Data                                                                            | Città                                                                           | In casa                                                                         | Risultato                                                                       | Ospiti                                                                          | Competizione                                                                    | Reti                                                                            | Note                                                                            |
| ------------------------------------------------------------------------------- | ------------------------------------------------------------------------------- | ------------------------------------------------------------------------------- | ------------------------------------------------------------------------------- | ------------------------------------------------------------------------------- | ------------------------------------------------------------------------------- | ------------------------------------------------------------------------------- | ------------------------------------------------------------------------------- |
| 13-2-2002                                                                       | Costrena                                                                        | Croazia under 21                                                                | 0 – 0                                                                           | Bulgaria under 21                                                               | Amichevole                                                                      | -                                                                               | 34’ 51’                                                                         |
| 20-8-2002                                                                       | Lubiana                                                                         | Slovenia under 21                                                               | 0 – 1                                                                           | Croazia under 21                                                                | Amichevole                                                                      | -                                                                               | 51’                                                                             |
| Totale                                                                          |                                                                                 | Presenze                                                                        | 2                                                                               |                                                                                 | Reti                                                                            | 0                                                                               |                                                                                 |

| Cronologia completa delle presenze e delle reti in nazionale ― Croazia under 20 | Cronologia completa delle presenze e delle reti in nazionale ― Croazia under 20 | Cronologia completa delle presenze e delle reti in nazionale ― Croazia under 20 | Cronologia completa delle presenze e delle reti in nazionale ― Croazia under 20 | Cronologia completa delle presenze e delle reti in nazionale ― Croazia under 20 | Cronologia completa delle presenze e delle reti in nazionale ― Croazia under 20 | Cronologia completa delle presenze e delle reti in nazionale ― Croazia under 20 | Cronologia completa delle presenze e delle reti in nazionale ― Croazia under 20 |
| Data                                                                            | Città                                                                           | In casa                                                                         | Risultato                                                                       | Ospiti                                                                          | Competizione                                                                    | Reti                                                                            | Note                                                                            |
| ------------------------------------------------------------------------------- | ------------------------------------------------------------------------------- | ------------------------------------------------------------------------------- | ------------------------------------------------------------------------------- | ------------------------------------------------------------------------------- | ------------------------------------------------------------------------------- | ------------------------------------------------------------------------------- | ------------------------------------------------------------------------------- |
| 17-10-2001                                                                      | Rovigno                                                                         | Croazia under 20                                                                | 2 – 1                                                                           | Italia under 20                                                                 | Amichevole                                                                      | -                                                                               |                                                                                 |
| 23-10-2001                                                                      | Zaprešić                                                                        | Croazia under 20                                                                | 5 – 2                                                                           | Austria under 20                                                                | Amichevole                                                                      | -                                                                               |                                                                                 |
| Totale                                                                          |                                                                                 | Presenze                                                                        | 2                                                                               |                                                                                 | Reti                                                                            | 0                                                                               |                                                                                 |

## Palmarès

### Giocatore

#### Competizioni nazionali
- Coppa di Slovenia: 1

Olimpia Lubiana: 2002-2003
- Coppa di Croazia: 1

Rijeka: 2005-2006